# Sulle ali delle aquile (miniserie televisiva)
Sulle ali delle aquile (On Wings of Eagles) è una miniserie televisiva in 2 episodi del 1986 diretta da Andrew V. McLaglen e tratta dall'omonimo romanzo del 1983 di Ken Follett, che narra un episodio realmente accaduto durante la rivoluzione iraniana che vide coinvolto l'imprenditore americano Ross Perot.

## Trama
Durante la rivoluzione iraniana, quando lo Scià viene deposto da Khomeini, che assume il controllo dell'Iran, due dirigenti di una filiale di un'importante società di elettronica (con sede in Texas) vengono arrestati e rinchiusi nel carcere della città. Il capo della società, Ross Perot, si reca immediatamente a Teheran a negoziare per il riscatto. Nel frattempo il colonnello Simons viene incaricato di formulare ad ogni costo un piano di salvataggio.